# Pieve di Santo Stefano (Campi Bisenzio)
La pieve di Santo Stefano è la chiesa principale del comune di Campi Bisenzio e del suo vicariato ecclesiastico.

## Storia
La chiesa è di antichissima origine: sebbene alcuni storici abbiano fissato la sua fondazione al 420, molto probabilmente la sua costruzione è databile intorno al 930. Nonostante la sua storia più che millenaria, la pieve conserva soltanto poche tracce visibili del suo aspetto originario (si possono ancora rintracciare alcune monofore, parti di muratura nella cripta ed è possibile leggere la pianta romanica a tre navate). Ciò è dovuto ad una serie di restauri.
Già nel 1778, ad opera delle famiglie che detenevano all'epoca il patronato, fu rifatta la facciata avendo essa dato notevoli segnali di cedimento; nel 1812-1813 la pieve fu sottoposta ad un restauro neoclassico su progetto di Giuseppe Valentini che modificò l'interno secondo uno schema ancora oggi visibile creando, addossate alle colonne, pilastri quadrati di muratura; Alla fine del XIX secolo il pievano Giuseppe Giondini sottopose la chiesa a numerosi lavori, vi installò l'energia elettrica, mutando, sotto la direzione di Guido Carocci, la disposizione dei quadri agli altari; nel 1938 si continuò, ad opera del pievano Pietro Santoni, l'opera già intrapresa dal predecessore, e che doveva culminare con il rifacimento della facciata. Questa venne eseguita nelle forme delineate, e ancora visibili, da Piero Sanpaolesi. Il successore di Pietro Santoni, monsignor Francesco Socci, dagli anni '80 del XX secolo ha intrapreso un restauro integrale della chiesa, compresi i locali non strettamente dediti al culto e ciò che rimaneva del chiostro. L'amministrazione comunale, durante il restauro della piazza prospiciente (piazza Matteotti) ha proposto e ottenuto che si aprisse un varco nel muro di cinta del chiostro, smontando la fontana ottocentesca che vi era addossata.

## Descrizione

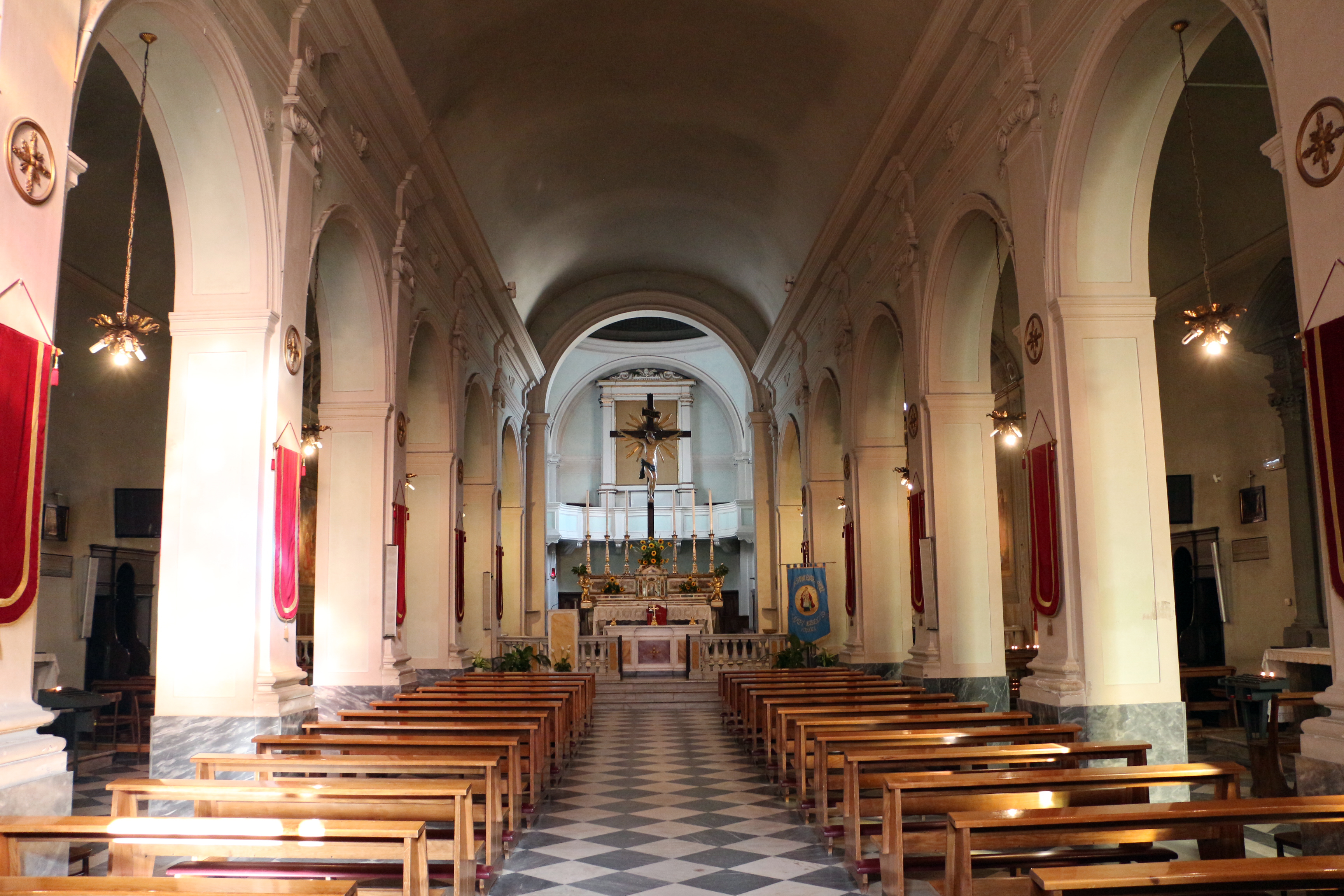
Interno

Nonostante le numerose vicissitudini, la pieve di Santo Stefano conserva un considerevole patrimonio artistico, tra cui:
- candelabro in ferro battuto del secolo XIV, rarissima opera del genere sopravvissuta ed unica a rappresentare la Pieve nella mostra di arte sacra del 1933.
- Annunciazione attribuita a Paolo Schiavo (XV secolo).
- Madonna con bambino e santi (intorno al 1475), per lungo tempo attribuita a Filippo Lippi ed ora a Francesco Botticini, collaboratore del Verrocchio.
- Messa di san Gregorio, tavola di Alessandro Fei del Barbiere eseguita nel 1579-1580 per l’altare della Compagnia del Corpus Domini, precedentemente commissionata a Giovanni Maria Butteri ma quasi subito ceduta al Barbiere.[1]
- Annunciazione attribuita a Raffaellino del Garbo (1513), nel teatro parrocchiale.
- una statua in maiolica invetriata raffigurante san Giovanni Battista (inizi XVI secolo), della bottega di Giovanni Della Robbia.
- due acquasantiere, la prima datata 1478 ed una degli inizi del XVII secolo.

### Il crocifisso "miracoloso"

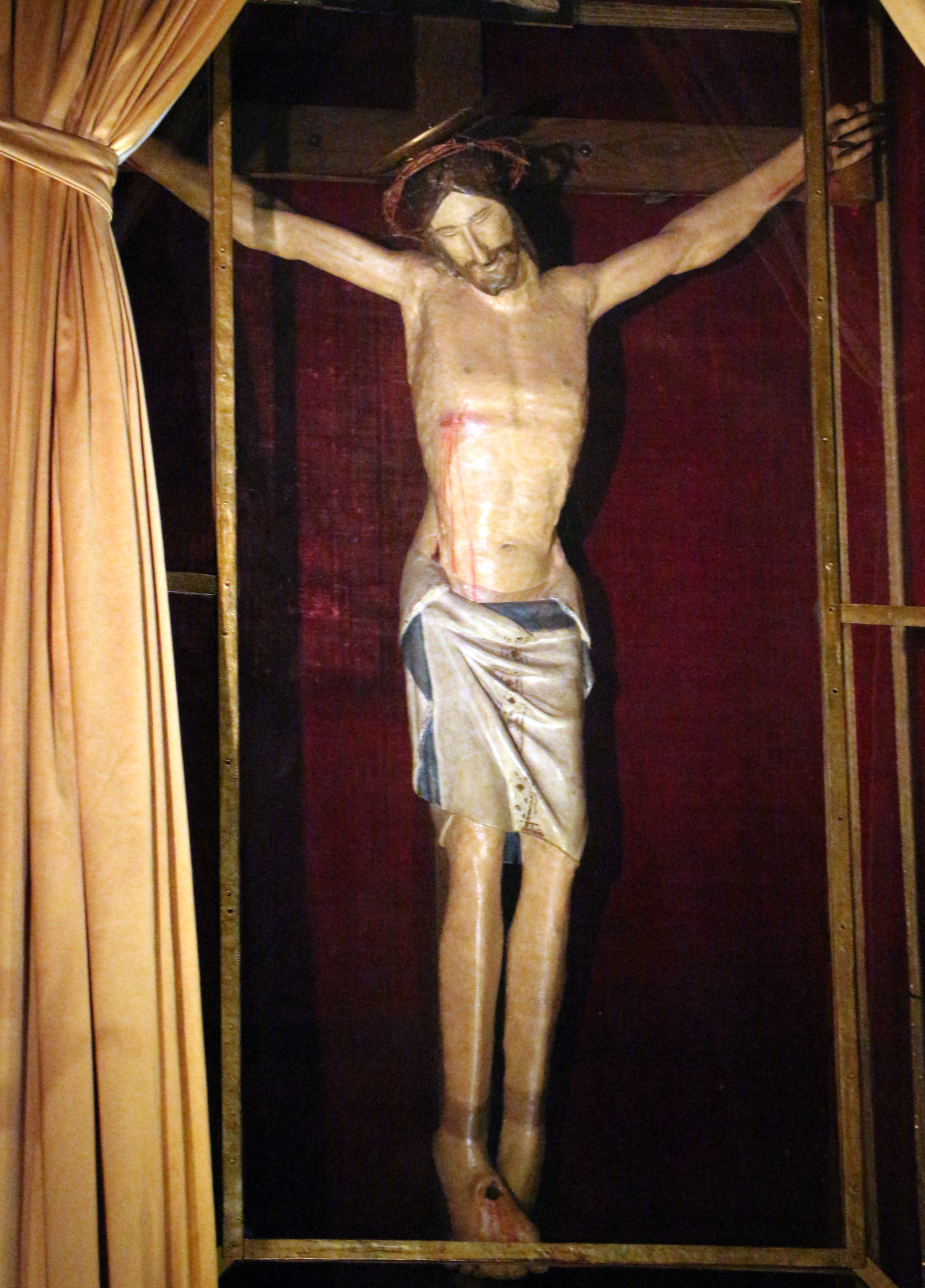
Il crocifisso miracoloso

L'oggetto sicuramente più noto è però il pregevole crocifisso ligneo del XIV secolo, a cui si attribuiscono poteri miracolosi. Il crocifisso, inizialmente di libera venerazione, fu, a partire dal XVII secolo, in linea con i dettami devozionali, oggetto di copertura con teli, che poi venivano rimossi svelando la statua. Questa pratica, funzionale alla devozione sei-settecentesca, venne riscoperta nell'Ottocento, quando si fabbricò l'attuale altare e si dotò di un meccanismo a scorrimento in cui il telo era sostituito da una mantellina lignea. La tradizione, da quel momento, scandì feste venticinquennali sempre celebrate con grande fasto. Nel 2005, il pievano Francesco Socci, fece completamente restaurare il grande crocifisso che versava in pessime condizioni. In quel momento, d'intesa con il cardinale Ennio Antonelli, arcivescovo di Firenze, si decise che una tale opera d'arte avrebbe dovuto poter essere costantemente venerata anche per cercare di educare ad una fede meno devozionale e più forte, secondo i dettami che da oltre mezzo secolo improntavano la Chiesa fiorentina dopo il cardinale Elia Dalla Costa. Dopo appena tre anni, a conclusione degli ultimi festeggiamenti venticinquennali si è ritenuto di promuovere nuovamente la devozione attraverso la chiusura e apertura dell'immagine. Il crocifisso oggi è visibile soltanto intorno alla festa del crocifisso dal 14 settembre alla Solennità di Cristo Re. Il crocifisso viene aperto anche tutti i venerdì di quaresima e ogni volta se ne ravvisi la necessità.